# Theobroma speciosum
Theobroma speciosum là một loài thực vật có hoa trong họ Cẩm quỳ. Loài này được Willd. ex Spreng. miêu tả khoa học đầu tiên năm 1826.